# Thüren
Die Thüren oder der Thürensee ist ein langgestreckter See und liegt auf dem Gemeindegebiet Lärz im Süden des Landkreises Mecklenburgische Seenplatte etwa zehn Kilometer westlich von Mirow in Südostmecklenburg.

## Geographie
Die Thüren hat eine ungefähre Länge von 2600 Metern und eine ungefähre Breite von 400 Metern. Der See ist stark gegliedert, so befinden sich im Süden zwei ausgeprägte Buchten. Eine davon ist der Tralowsee, der zirka 1200 Meter lang und 300 Meter breit ist. Benannt wurde der See nach dem ehemaligen am See liegenden Dorf Tralow. Im nördlichen Teil des Sees befindet sich noch eine nach Osten gestreckte Bucht Im Langen Ort, die im Osten sumpfig ausläuft. Große Teile des Ufers sind bewaldet und am Nordwestufer befindet sich der Lärzer Ortsteil Alt Gaarz.

## Fischbestand
Der See wird zum Angeln genutzt. Die Hauptfischarten sind Karpfen, Schleien, Hechte, Zander, Barsche, Forellen, Aale und verschiedene Weißfischarten.

## Geschichte
Im Südteil am Übergang zum Tralowsee befindet sich am östlichen Ufer ein rechteckiger Burgwall mit zwei etwa 1,5 Meter hohen Abschnittswällen. Durch Keramikfunde des Feldberger- und Menkendorfer Types lässt sich der Ursprung der Burg in die alt- bis mittelslawische Zeit (7. bis 10. Jahrhundert) legen. 
In der Alt Gaarzer Fachwerkkirche hängt eine Gedenktafel für zwölf junge Menschen, die am 5. April 1885 bei einer Bootsfahrt auf dem Thüren-See ertrunken sind.